# ساکستون، یورک‌شر شمالی

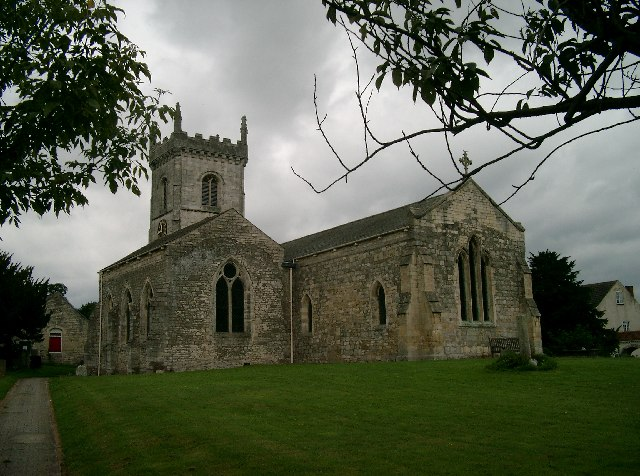
کلیسای آل ساین در ساکستون

ساکستون، یورک‌شر شمالی (انگلیسی: Saxton, North Yorkshire) یک روستای مرفه کوچک در بخش یورک‌شر شمالی انگلستان و در حدود ۱۵ مایلی جنوب غربی یورک و در ۱۲ مایلی شرق لیدز می‌باشد. جمعیت ساکن در ساکستون در حدود ۲۵۰ نفر است. این روستا نزدیک به میدان درگیری مشهور از جنگ رزها به نام نبرد تاوتون است. نزدیکترین شهر به ساکستون، تدکستر می‌باشد. نام این محل اولین بار در کتاب روز رستاخیز به سال ۱۰۸۶ ذکر گردیده.

## نگارخانه

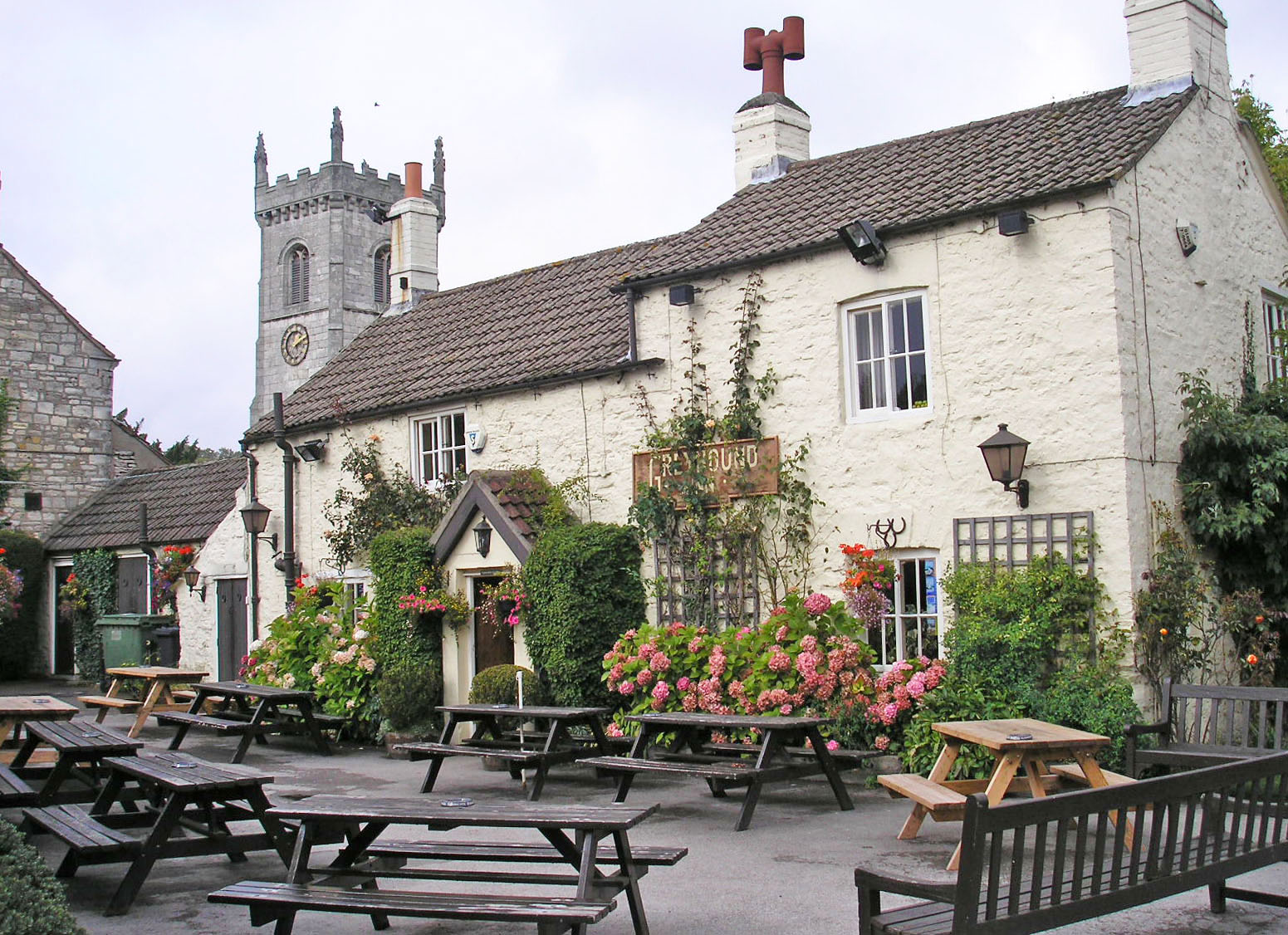